# Uvtjärnen (Älvdalens socken, Dalarna)
Uvtjärnen är en sjö i Älvdalens kommun i Dalarna och ingår i Dalälvens huvudavrinningsområde. Sjön har en area på 0,078 kvadratkilometer och ligger 522,4 meter över havet.

## Delavrinningsområde
Uvtjärnen ingår i det delavrinningsområde (681090-137933) som SMHI kallar för Ovan Bliksån. Medelhöjden är 522 meter över havet och ytan är 28,13 kvadratkilometer. Räknas de 5 avrinningsområdena uppströms in blir den ackumulerade arean 46,21 kvadratkilometer. Kälkån som avvattnar avrinningsområdet har biflödesordning 3, vilket innebär att vattnet flödar genom totalt 3 vattendrag innan det når havet efter 390 kilometer. Avrinningsområdet består mestadels av skog (81 procent). Avrinningsområdet har 0,08 kvadratkilometer vattenytor vilket ger det en sjöprocent på 0,3 procent.